# 惑星間塵
| 恒星（太陽）               |                                   |                                  |                                   |                                   |                |                |                |
| 太陽の 周りを 回る 天体    | 惑星                              | 惑星                             | 地球型惑星                        | 地球型惑星                        |                |                |                |
| 太陽の 周りを 回る 天体    | 惑星                              | 惑星                             | 木星型惑星                        |                                   |                |                |                |
| 太陽の 周りを 回る 天体    | 惑星                              | 惑星                             | 天王星型惑星                      |                                   |                |                |                |
| 太陽の 周りを 回る 天体    | 準惑星                            |                                  |                                   |                                   |                |                |                |
| 太陽の 周りを 回る 天体    | 小惑星帯にあるもの （ケレスのみ） |                                  |                                   |                                   |                |                |                |
| 太陽の 周りを 回る 天体    | 冥王星型天体                      |                                  |                                   |                                   |                |                |                |
| 太陽の 周りを 回る 天体    | 太陽系 小天体                     | 太陽系 小天体                    | 冥王星型天体以外の 太陽系外縁天体 | 冥王星型天体以外の 太陽系外縁天体 |                |                |                |
| 太陽の 周りを 回る 天体    | 太陽系 小天体                     | 太陽系 小天体                    | 小惑星                            |                                   |                |                |                |
| 太陽の 周りを 回る 天体    | 太陽系 小天体                     | 太陽系 小天体                    | 彗星                              |                                   |                |                |                |
| 太陽の 周りを 回る 天体    | 太陽系 小天体                     | 太陽系 小天体                    | 惑星間塵                          |                                   |                |                |                |
| 太陽の 周りを 回る 天体    | 太陽以外の 天体の周りを 回る天体  | 太陽以外の 天体の周りを 回る天体 | 衛星（未定義）                    | 衛星（未定義）                    | 衛星（未定義） | 衛星（未定義） | 衛星（未定義） |
| ■Portal ■Project ■Template |                                   |                                  |                                   |                                   |                |                |                |

惑星間塵（英: interplanetary dust、わくせいかんじん）または惑星間ダスト（わくせいかんダスト）は太陽系に存在する塵で、太陽系小天体 (SSSB) の最小メンバーである。2017年4月30日に国際天文学連合 (IAU) の流星・隕石・惑星間塵委員会が承認した定義では、一般に流星物質（meteoroid、直径30μmから1m）より小さい、細かく分割された固体物質であるとされる。観測事実からその起源は太陽系形成時にあるのではなく、過去1億年以内の小惑星同士の衝突、彗星からの放出、外縁天体同士または外縁天体と星間塵との衝突により供給されていると考えられている。
大気の透明度が高く人工光や月明かりのない暗い土地で、日没後の西の空あるいは日の出前の東の空に見ることができる黄道光の原因にもなっている。
惑星間塵の運動には、太陽重力のほかに太陽の放射圧も効いている。重力は体積（正しくは質量）に比例するのに対して放射圧は断面積に比例するため、小さくなればなるほど太陽放射圧が無視できなくなるためである。太陽放射圧は太陽からの距離の2乗に反比例するので、見かけ上は太陽重力が弱くなったのと同じ効果をもたらす。このため、太陽重力下でのケプラー速度で運動する塵は“速度超過”となり、外側へ押し出されることになる。この効果のため、1マイクロメートル以下の小さな塵は太陽系の年齢に対してきわめて短い時間で太陽系外へ放出される。
これよりも大きい塵、典型的には10から100マイクロメートルサイズのものには、別の効果が重要になる。塵は太陽光を反射するだけでなく吸収・再放射する。太陽放射場中でケプラー運動する塵が太陽光を吸収・再放射する過程では、光行差が効いて進行方向にブレーキがかかる（特殊相対性理論により説明できる）。すなわち、角運動量を失う。その結果、塵は太陽に向かってらせん軌道を描いて落ちていくことになる（ポインティング・ロバートソン効果）。この効果により、小惑星帯で発生した塵は1千万年以内に失われる。